# Phil Anselmo
Phil Anselmo (narozený jako Philip Hansen Anselmo, 30. června 1968 New Orleans, Louisiana) je heavy metalový zpěvák. Působil v kapelách Pantera a Superjoint Ritual, momentálně zpívá v kapele Down.

## Biografie
O Philově minulosti se toho moc neví, v rozhovorech na sebe prozradil, že v rámci nepovedeného žertu zapálil dům svých rodičů a musel se poté skrývat a přespavát u svých kamarádů.
Phil se připojil k Panteře v roce 1988. První album, které s kapelou nahrál bylo Power Metal.
V roce 1996 se Phil předávkoval heroinem, jeho srdce přestalo fungovat na pět minut.[zdroj?]
Pantera se rozpadla v roce 2003, poslední album které Phil s Panterou nahrál bylo Reinventing the Steel.
Po Dimebagově smrti nahrál Phil video o svých pocitech, které je dostupné na Youtube ().

## Diskografie

### Pantera
- Power Metal (1988)
- Cowboys from Hell (1990)
- Vulgar Display of Power (1992)
- Far Beyond Driven (1994)
- The Great Southern Trendkill (1996)
- Official Live: 101 Proof (1997)
- Reinventing the Steel (2000)
- The Best of Pantera: Far Beyond the Great Southern Cowboys' Vulgar Hits! (2003)

### Christ Inversion
- Obey The Will Of Hell (1994)
- 13th Century Luciferian Rites (1995)

### Down
- NOLA (1995)
- Down II: A Bustle in Your Hedgerow (2002)
- Down III (2007)
- EP Down IV - Part I. (2012)
- EP Down IV - Part II. (2014)

### Necrophagia
- Holocausto de la Morte (1998)
- EP Black Blood Vomitorium (2000)
- EP Cannibal Holocaust (2001)

### Viking Crown
- EP Unorthodox Steps of Ritual (1999)
- Innocence from Hell (2000)
- Banished Rhythmic Hate (2001)

### Southern Isolation
- EP Southern Isolation (2001)

### Superjoint Ritual/Superjoint
- Use Once and Destroy (2002)
- A Lethal Dose of American Hatred (2003)
- Caught Up in the Gears of Application (2016)

### Arson Anthem
- EP Arson Anthem (2008)
- Insecurity Notoriety (2010)

### Philip H. Anselmo & The Illegals
- Walk Through Exits Only (2013)
- Choosing Mental Illness as a Virtue (2018)

### Scour
- Grey EP (2016)
- Red EP (2017)
- Black EP (2020)

### En Minor
- En Minor EP (2019)
- When The Cold Truth Has Worn Its Miserable Welcome Out (2020)